# Musica della Nigeria
La musica nigeriana comprende diversi generi di musica folk e popolare, appartenenti alle tradizioni delle diverse etnie del paese. La Nigeria è stata definita "il cuore della musica africana": oltre a vantare un vasto patrimonio di musica etnica tradizionale (parte della quale ha influenzato, in seguito alla tratta degli schiavi, la musica americana), la Nigeria è stata la culla, o il luogo di massimo sviluppo, di moltissimi generi di musica pop africana di grande importanza, come la palm-wine, la highlife, il jùjú, l'afrobeat e le varianti nigeriane dell'hip hop e del reggae. Alla musica leggera si affianca anche una produzione non trascurabile di musica operistica e classica.

## Musica tradizionale

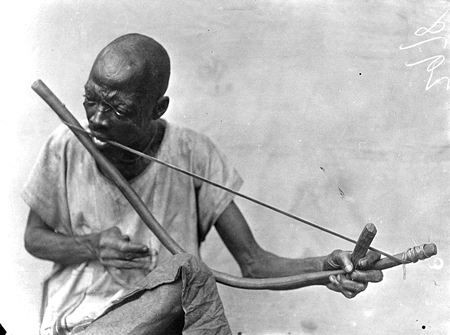
Un Obu suona un arco musicale

Poco si conosce della storia della musica nigeriana prima dell'arrivo dei coloni europei. Dipinti rupestri risalenti al XVI e XVII secolo a.C., raffiguranti strumenti musicali e musicisti, provano che la musica aveva un ruolo rilevante nelle culture nigeriane già dell'età del bronzo.
In Nigeria convivono oltre 400 gruppi etnici, ognuno dei quali ha una propria tradizione musicale. Nonostante questa notevole diversificazione, si possono individuare alcuni elementi ricorrenti, che accomunano le diverse culture. Uno dei più evidenti è, nel contesto della musica corale e cantata, l'uso dello schema call-and-response, in cui un solista e il coro dialogano con frasi musicali che si alternano, appunto, come "botta e risposta". Come in gran parte della musica africana, il ritmo svolge un ruolo chiave, e anzi predominano le soluzioni poliritmiche, nel quale due o più battute separate vengono suonate simultaneamente. Molto comune è l'uso dell'ostinato, sia melodico che ritmico, che spesso fa da accompagnamento al call-and-response delle voci.

### Ruolo culturale
La musica tradizionale dei popoli nigeriani (come gran parte della musica tradizionale africana) è in genere intesa non tanto come intrattenimento o espressione artistica pura, quanto come funzionale; può essere parte integrante dell'espletamento di riti sociali e religiosi (matrimoni, funerali, riti di circoncisione), del lavoro (la cosiddetta work song, che serve allo scopo di dettare il ritmo nella raccolta nei campi o nel pagaiare con una canoa), o essere associata alla trasmissione delle conoscenze della tradizione orale (per esempio racconti epici). Soprattutto rispetto a quest'ultima funzione, il patrimonio musicale dei popoli è spesso conservato da famiglie di cantori, come i griot. Sono inoltre spesso associate alla musica, come sua parte integrante, danze e rappresentazioni rituali codificate anche molto complesse.
Nonostante la rapida evoluzione della musica nigeriana nel XX secolo, e la nascita di innumerevoli generi di musica pop nigeriana, la musica tradizionale in Nigeria ha anche un peso significativo nell'industria discografica moderna, e alcuni musicisti folk sono stati storicamente altrettanto popolari degli interpreti delle musiche moderne più alla moda. Dan Maraya, per esempio, raggiunse una popolarità tale da essere portato sui campi di battaglia durante la guerra civile nigeriana per sollevare il morale delle truppe federali.

### Strumenti tradizionali
Gli strumenti usati nella musica tradizionale nigeriana includono strumenti tipici dell'Africa Occidentale (come lo xilofono) e strumenti derivati dalla tradizione islamica del Maghreb o di altre regioni dell'Africa meridionale e orientale. I musicisti folk nigeriani moderni fanno anche uso di strumentazione proveniente dalle Americhe e dall'Europa, dagli ottoni fino alle chitarre elettriche.

#### Percussioni
I tamburi sono la categoria di percussioni più diffusa. Ne esistono di innumerevoli tipi; quelli tradizionali sono in genere costituiti da un unico blocco di legno o da una zucca vuota, ma recentemente si sono diffusi nella musica folk nigeriana anche tamburi realizzati a partire da fusti metallici. Molto diffusa è la forma a clessidra (come quella dello djembe), ma esistono anche tamburi a doppia testa, conici, e a forma di vaso (l'udu). Il tamburo a cornice, molto usato nella Nigeria moderna, è probabilmente un'acquisizione recente, di origine brasiliana.
Oltre ai tamburi, il tipo di percussione più diffuso è lo xilofono, un idiofono accordato presente in tutta l'Africa occidentale e centrale. Lo stesso strumento viene talvolta suonato contemporaneamente da due o più percussionisti che realizzano soluzioni poliritmiche. Lo xilofono nigeriano tipico è di legno leggero, con impalcatura in banano. Sono diffusi anche xilofoni a cavità o a scatola risonante.
Una lunga tradizione storica è associata alle diverse tipologie di campane usate nella musica nigeriana; sono in genere in ferro o in bronzo (soprattutto nelle orchestre islamiche del nord).
Data l'importanza notevole della ritmica nella musica folk e spontanea nigeriana, non sorprende che siano diffuse anche una miriade di percussioni informali. Pentole d'argilla riempite con diversi livelli d'acqua per ottenere particolari accordature vengono colpite con bacchette munite di cuscinetti soffici. Le donne spesso usano bastoncini per colpire zucche vuote, talvolta poste a galleggiare sull'acqua, e accordate in funzione dell'aria contenuta all'interno. Nel sud sono comuni i "raschietti", bastoncini dentellati che vengono suonati strofinandovi sopra una conchiglia, e sonagli fatti con zucche vuote riempite di perline e conchiglie.

#### Strumenti a corde
La musica nigeriana tradizionale impiega anche numerosi cordofoni, alcuni dei quali con una singola corda. Nel centro del paese è particolarmente diffuso l'arco musicale, costituito da una singola corda tesa fra le estremità di un legno curvo, che si può colpire e pizzicare; il suo uso è associato soprattutto ai riti agricoli. Molto importante per la tradizione musicale nigeriana è anche il goje, una sorta di fiddle a una corda, originario della cultura hausa. Si trovano anche diverse forme di arpa, come quella a cinque o sei corde usate dal popolo Tarok della Nigeria orientale; violini (come quello a una corda tipico del nord e di origine nordafricana); e liuti (per esempio presso gli Hausa e i Kanuri).

#### Strumenti a fiato
La vasta gamma di strumenti a fiato usati in Nigeria include numerosi tipi di tromba (come la lunghissima kakaki, fino a due metri di lunghezza), corni, chiarine, flauti e fischietti.

### Musica delle principali etnie
Fra le numerose etnie presenti oggi in Nigeria, alcune hanno tradizioni musicali più ricche e hanno influenzato in modo più significativo l'evoluzione della musica nigeriana. Fra queste si devono citare gli Hausa, gli Igbo e gli Yoruba.

#### Musica hausa

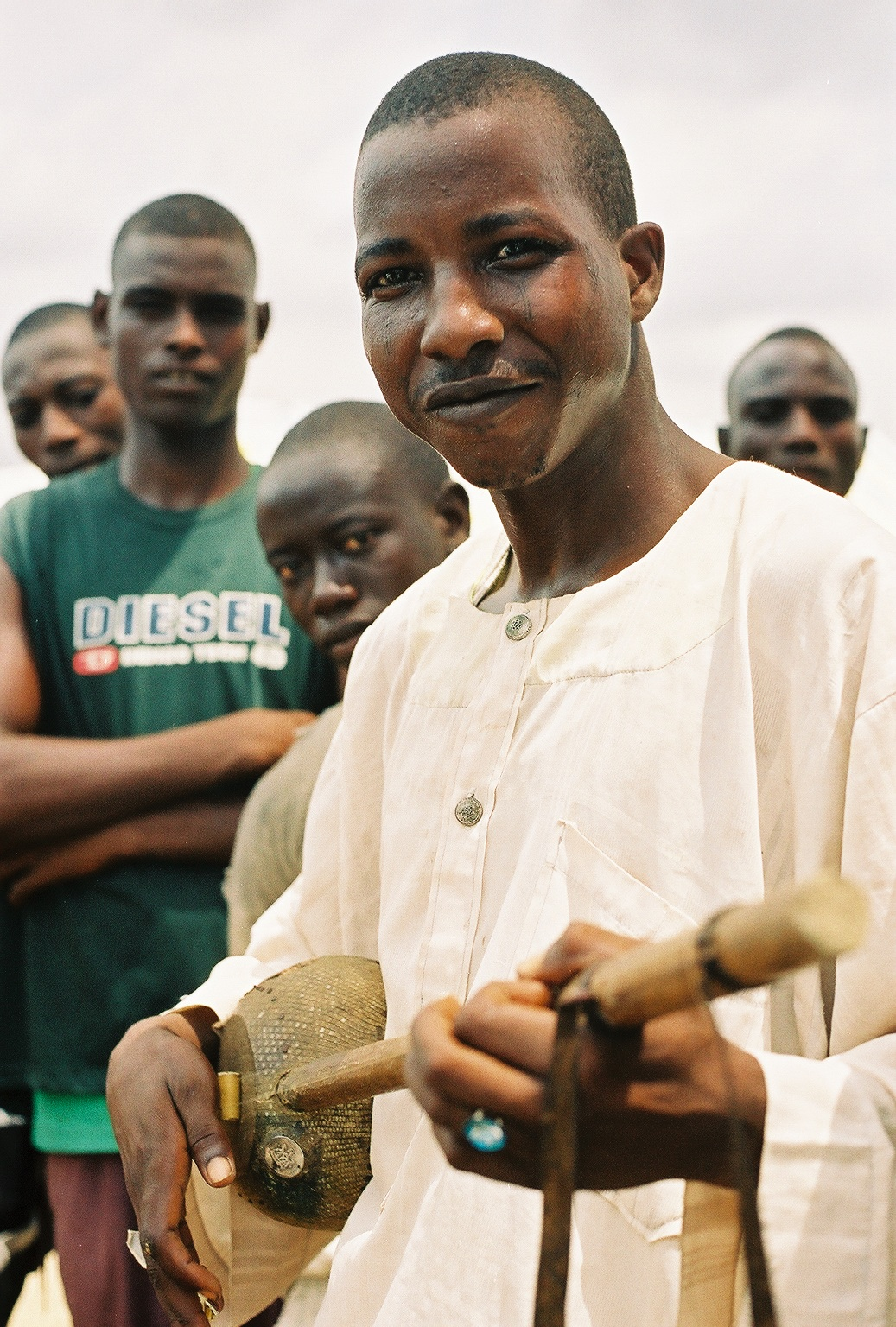
Un'arpa a due corde hausa

Gli Hausa sono un popolo della Nigeria settentrionale, la cui cultura è stata fortemente influenzata da quella islamica del Maghreb e del Nordafrica. Hanno un'importante tradizione musicale, in gran parte legata alla musica cerimoniale e di celebrazione, detta rokon fada. Fra gli strumenti tipici utilizzati nella rokon fada c'è il kakakai, una tromba lunga fino a 2 metri, la cui tradizione risale alla cavalleria dell'Impero Songhai. Alla musica cerimoniale si affianca la musica folk delle zone rurali, legata a danze tradizionali come la asauwara e il bòòríí.

#### Musica ibo
Gli Ibo sono l'etnia principale del sud-est della Nigeria. La tradizione igbo ha avuto un ruolo molto importante nello sviluppo della musica moderna nigeriana (in particolare della cosiddetta highlife), soprattutto a causa della notevole capacità della musica igbo di assimilare e adattare elementi di altre tradizioni. Come per gli Hausa, una parte rilevante della tradizione musicale igbo è costituita dalla musica cerimoniale e di accompagnamento ai canti epici.
Fra gli strumenti principali usati dagli Igbo c'è l'obo, una sorta di cetra a 13 corde. Altri cordofoni igbo appartengono alla famiglia delle lire e dei liuti; fra le numerose percussioni predominano lo slit drum, lo xilofono, lo ufie e diversi tipi di campana. Gli ottoni, introdotti in tempi coloniali dall'Europa, hanno assunto un ruolo importante anche nella musica folk.

#### Musica yoruba
Gli Yoruba sono detentori di una grande tradizione musicale, legata in particolare alla sfera spirituale e alla celebrazione della loro ricca mitologia. La musica yoruba, contaminata con elementi di origine europea, islamica e brasiliana, costituisce la base della musica moderna nigeriana, sviluppatasi principalmente nell'area di Lagos. Fra gli stili moderni di evidente eredità yoruba si possono citare il waka di Salawa Abeni e il sakara di Yusuf Olatunji.
Lo strumento più tipico della musica yoruba è un tamburo parlante (a clessidra) detto dundun, dal quale prende il nome anche il sottogenere principale della musica yoruba. Ai dundun si accompagnano un tipo di timpani detti gudugudu. Tipiche della musica yoruba sono formazioni orchestrali composte di un insieme di percussioni, e guidate da un percussionista solista, detto iyalu, che usa il tamburo parlante simulando la cadenza della lingua yoruba.

### Musica infantile
Una tradizione a sé stante è rappresentata dalla musica tradizionale infantile, che di solito si esprime attraverso giochi cantati. Anche in questo contesto si ritrova lo schema del call-and-response; il linguaggio utilizzato è spesso arcaico, come avviene per le filastrocche ripetute immutate di generazione in generazione. Gli strumenti di accompagnamento includono una rudimentale cetra a una corda fatta con i gambi del granturco, lattine usate come tamburi, pifferi fatti con gambo di papaia e un'arpa realizzata con i gambi della pianta del sorgo.

## Musica popolare
L'industria musicale nigeriana moderna è una delle più ricche e tecnologicamente avanzate dell'Africa, nonostante gli ostacoli posti dalla corruzione politica e dalla diffusione della pirateria musicale. Culla della musica pop e leggera nigeriana è l'area di Lagos, in cui predomina l'etnia Yoruba. A partire dall'inizio del XX secolo, la Nigeria ha conosciuto l'avvicendarsi di numerosi generi di musica leggera, molti dei quali si sono diffusi anche in altre parti dell'Africa o addirittura nel mondo.

### Palm-wine (anni '20)
Le prime forme di musica pop nate dalla tradizione nigeriana emersero negli anni venti del XX secolo, in seguito alla diffusione di nuovi strumenti (in particolare ottoni, percussioni islamiche), tecniche (l'uso di spartiti) e modelli stilistici (in particolare provenienti dal Brasile). Nella zona di Lagos si sviluppò in questo periodo la cosiddetta palm-wine, così chiamata perché era suonata nei piano bar per accompagnare la consumazione del vino di palma (palm wine). Dalla Nigeria, la palm-wine si diffuse anche in Sierra Leone, Liberia, Ghana e altre nazioni dell'Africa occidentale. La palm-wine guadagnò una certa visibilità negli anni trenta, grazie alla pubblicazione, da parte dell'etichetta britannica His Master's Voice, di artisti come Ojoge Daniel, Tunde Nightingale e Speedy Araba. Nella sua fase più matura, il genere divenne noto con il nome di jùjú, introdotto da Baba Tunde King e in seguito mantenuto per identificare un filone di musica popolare nigeriana destinato a raggiungere il suo apice negli anni sessanta e settanta. Il significato del termine "jùjú" non è certo; se da una parte potrebbe ricordare il suono di un tamburello brasiliano, dall'altra il termine viene talvolta interpretato come vagamente sprezzante nei confronti dei governi coloniali, in particolare come deformazione di joujou, parola francese per "nonsenso".

### Apala (anni '30)
L'apala è un genere di musica canora che emerse negli anni trenta del XX secolo. Deriva dalla tradizione della musica yoruba islamica e fu inizialmente concepito come espressione del risveglio dei fedeli dopo il periodo del Ramadan. Si basa principalmente su percussioni di ispirazione cubana; gli strumenti usati erano due o tre tamburi a clessidra detti omele, sonagli, campanelle dette agogô, e un particolare pianoforte detto agidigbo. Questo genere ebbe un'evoluzione costante nei decenni successivi, raggiungendo il culmine della sua popolarità negli anni sessanta, grazie a musicisti come Haruna Ishola e Ayinla Omowora. Alcuni elementi della musica apala influenzarono movimenti musicali successivi, come la musica fuji.

### Highlife (anni '50)
Negli anni cinquanta iniziò a diffondersi in Nigeria, e in particolare presso il popolo Igbo, un genere musicale di origine ghanese chiamato highlife (o west african highlife), rappresentato da artisti come il ghanese E. T. Mensah. Fra i primi musicisti ad abbracciare questo stile vi fu il complesso di grande successo Bobby Benson & His Combo. Nei decenni successivi, lo highlife conobbe il suo massimo sviluppo proprio in Nigeria. Fra i numerosi artisti di successo nella scena dello highlife nigeriano si possono citare Jim Lawson & the Mayor's Dance Band (metà degli anni '70), Rocafil Jazz e Prince Nico Mbarga. Sweet Mother di Mbarga, con oltre 13 milioni di copie vendute, fu un grande successo panafricano, più di qualsiasi altro brano musicale precedente.
L'evoluzione dello highlife fu fortemente influenzata dalla guerra civile. I musicisti igbo, che erano i principali rappresentanti del genere, furono costretti all'esilio; la musica highlife fu confinata alla Nigeria orientale, e anche qui iniziò a perdere rilievo a favore dello jùjú e della nuova musica fuji. Fra i musicisti che più a lungo tennero in vita questo genere si possono citare il cantante e trombettista yoruba Victor Olaiya, (l'unico nigeriano ad aver vinto un disco di platino), Sonny Okosun, Victor Uwaifo e Orlando Owoh. Owoh, in particolare, viene considerato fondatore di un genere indipendente, fusione di jùjú e highlife, noto come toye.

### Jùjú (anni '60-'80)

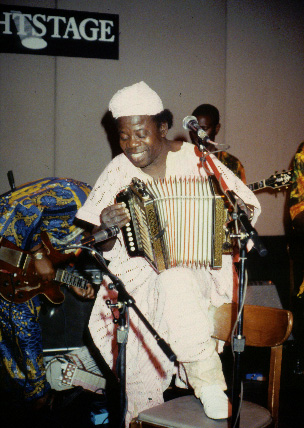
IK Dairo

Se l'origine del termine "jùjú" si può ricondurre alle ultime evoluzioni della palm-wine, esso acquisì nuove connotazioni dopo la seconda guerra mondiale, periodo in cui nuovi strumenti, tecniche e stili di origine europea e statunitense approdarono in modo massiccio in Nigeria. Si diffusero in particolare gli strumenti elettrici e nuovi generi come il rock and roll e il soul, che vennero però rielaborati e assorbiti nel filone pop predominante della scena nigeriana, lo jùjú. Fra i primi risultati di questa contaminazione si può citare l'opera di Tunde Nightingale. Alla fine degli anni cinquanta, IK Dairo contribuì a un'ulteriore evoluzione del genere con il suo celebre gruppo IK Dairo & the Morning Star Orchestra, fondato nel 1957 (e in seguito ribattezzato IK Dairo & the Blue Spots). Nei lavori di IK Dairo, realizzati con una tecnologia di registrazione innovativa, furono introdotti strumenti come il gangan (un tamburo nigeriano), la chitarra elettrica e la fisarmonica. IK Dairo fu uno dei più famosi musicisti africani della sua epoca; la sua fama giunse fino in Giappone, e nel 1963, in segno di riconoscimento per la sua opera, fu insignito dell'Order of the British Empire.
Fondamentali per lo sviluppo dello jùjú furono Ebenezer Obey e King Sunny Ade, emersi alla metà degli anni sessanta. Obey fu fondatore nel 1964 degli International Brother, uno dei più grandi gruppi musicali della storia della musica pop nigeriana; suonavano una musica che univa elementi blues, highlife e jùjú, e la strumentazione includeva un'importante sezione di talking drum. Ade divenne celebre con i gruppi Green Spot (fondato nel 1966) e African Beats (1974). La rivalità fra Obey e Ade valse alla musica jùjú numerose innovazioni fondamentali. Ade, per esempio, introdusse in Nigeria elementi della dub music giamaicana, tra cui uno scambio di ruoli fra chitarra (utilizzata principalmente in senso ritmico) e tamburi (dedicati alle linee melodiche). Sia Obey che Ade, inoltre, rivoluzionarono il formato dei brani musicali, passando dalla canzone di 3-4 minuti (tipica per esempio della produzione di Dairo) a vere e proprie suite di oltre 20 minuti.
Obey e Ade continuarono ad avere successo anche negli anni ottanta. Ade, in particolare, raggiunse una grande visibilità internazionale con l'album Juju Music, e incise un album con Stevie Wonder, Aura. Il maggior successo di Obey fu invece, probabilmente, Current Affairs, pubblicato da una major come la Virgin Records e molto venduto anche nel Regno Unito. Alla fine degli anni 80, la musica juju venne soppiantata da altri stili musicali, come la yo-pop, il gospel nigeriano e il reggae nigeriano.

### Fuji (anni '60-'70)
La fine degli anni '60 vide anche l'apparizione dei primi complessi fuji. Il termine "fuji", coniato da Sikiru Barrister, nasce da una contrazione di termini col significato di "canto devozionale". Il genere rappresenta un'evoluzione dell'apala, di ispirazione islamica; la strumentazione includeva un tamburello chiamato sakara e la chitarra hawaiana. Il fuji viene talvolta descritto come una variante dello jùjú privo di chitarra; questa definizione però è incoerente con una celebre definizione dello jùjú data da Obey: "un mambo con la chitarra".. Più tecnicamente, si possono identificare nel fuji elementi della tradizione were musulmana, dell'apala e di un genere chiamato sakara.
Il già citato Barrister fu uno dei principali interpreti di questo genere; suo rivale fu Ayinla Kollington.

### Waka (anni '70)
La cantante Salawa Abeni raggiunse la celebrità dopo l'uscita nel 1976 dell'album Late General Murtala Ramat Mohammed; fu la prima incisione di una cantante nigeriana a vendere più di un milione di copie. Abeni viene considerata la fondatrice di un nuovo genere musicale chiamato waka, una fusione tra jùjú, fuji e musica tradizionale yoruba.

### Yo-pop e afro-jùjú (anni '80-'90)
Negli anni ottanta, il panorama della musica jùjú fu arricchito dall'emergere di due nuova stelle, Segun Adewale e Shina Peters. Adewale fu il primo a ottenere successo, e fondò un sottogenere dello jùjú chiamato yo-pop. In seguito, la fama di Adewale fu oscurata da Peters, che ebbe un tale successo da far coniare il termine "shinamania" (sulla falsariga di beatlemania). La musica di Peters, che combinava elementi afrobeat e jùjú, fu battezzato afro-jùjú.
Anche se fu premiata, nel 1990, come musicista dell'anno per la musica Juju, Shina fu stroncata dalla critica.. Il suo successo aprì le porte a nuovi talenti, tra cui Fabulous Olu Fajemirokun e Adewale Ayuba. Lo stesso periodo vide la nascita di un nuovo stile, il Funky juju di Dele Taiwo.

### Afrobeat
L'afrobeat nacque in Nigeria negli anni sessanta e si tratta di una fusione di funk, jazz e varie espressioni di musica tradizionale africana. Il suo inventore fu Fela Kuti, probabilmente il più famoso musicista nigeriano della storia. Tornato a Lagos dopo i suoi viaggi nel Regno Unito e negli Stati Uniti, Kuti aprì un celebre locale chiamato Shrine (il "santuario"), che divenne uno dei club più importanti della scena musicale nigeriana, e fondò la grande band Africa 70, sotto l'egida di Tony Allen. La musica di Kuti è intrinsecamente legata all'impegno politico, che gli valse l'ostilità del governo nigeriano. Fu arrestato nel 1985 e condannato a cinque anni di prigione, in seguito ridotti a due a causa della pressione internazionale. Scarcerato, Kuti riprese la propria militanza musicale e politica, e si fece conoscere anche per un comportamento eccentrico; tra l'altro, divorziò contemporaneamente da tutte e 28 le proprie mogli, dichiarando che "nessun uomo può vantare dei diritti sulla vagina delle proprie donne". La sua morte per AIDS, nel 1997, fu uno dei lutti più sentiti della storia della musica nigeriana.

### Reggae nigeriano (anni '80-'90)
Il reggae nigeriano venne conosciuto grazie a star del calibro di Majek Fashek, che nel 1988 ebbe un enorme successo con una cover di un celebre brano di Bob Marley, Redemption Song. Come molti altri importanti esponenti del reggae nigeriano, Fashek fece parte, tra la metà degli anni '80 e l'inizio degli anni novanta, di un supergruppo chiamato The Mandators. Tra i musicisti reggae nigeriani di maggior successo si possono citare anche Jerri Jheto, Daddy Showkey, Ras Kimono e MC Afrikan Simba.

### Hip hop nigeriano (anni '80-'90)
La musica hip hop fu introdotta in Nigeria verso la fine degli anni '80 e divenne popolarissima già all'inizio degli anni 90. I primi musicisti a esprimere questo stile furono Osha, De Weez e Black Masquradaz; in seguito emersero altre star come The Trybesmen (resi celebri dal brano Trybal Marks del 1999) e il trio The Remedies. Uno dei Remedies, Tony Tetuila, entrò successivamente a far parte di un altro gruppo di successo, i Plantashun Boiz. Grande importanza per l'hip hop nigeriano ebbe la fondazione dell'etichetta discografica Paybacktyme Records.

### Gospel nigeriano (anni 2000)
La musica gospel nigeriana, fondata sul modello della musica afroamericana, nacque dall'attività di diversi gruppi legati alla chiesa. Il gospel divenne molto popolare in Nigeria verso la fine del secolo, grazie soprattutto a cantanti come Sammie Okposo (il cui successo Welu Welu fu uno dei brani più popolari della storia della musica leggera nigeriana) e Onyeka Onwenu.

## Musica classica e operistica
Nella cultura nigeriana svolgono un ruolo importante le rappresentazioni teatrali, spesso accompagnate da musica tradizionale. Oltre a forme artistiche come il teatro dei burattini (diffuso presso gli Ogoni, i Tiv e altri popoli, e probabilmente derivato da antiche forme di teatro mascherato) e lo spettacolo teatrale vero e proprio, la cultura nigeriana presenta anche esempi di opera musicale. Sebbene le opere in senso stretto siano moderne (molto nota è La saga di Ozidi di John Pepper Clark), sia l'opera che il teatro nigeriano moderno sono in gran parte rielaborazioni di forme espressive tradizionali contaminate con la tradizione europea.
La Nigeria ha prodotto nel XX secolo anche un discreto numero di compositori classici, tra cui spiccano i nomi di Fela Sowande, Joshua Uzoigwe, Akin Euba e Godwin Sadoh. Sowande fu uno dei primi e più famosi compositori africani della tradizione classica occidentale, e fondatore della tradizionale Nigerian art music. Era inoltre un abile organista e musicista jazz, e in alcuni dei suoi ultimi lavori incluse elementi di questi generi e della musica folk nigeriana.